# Усть-Катав

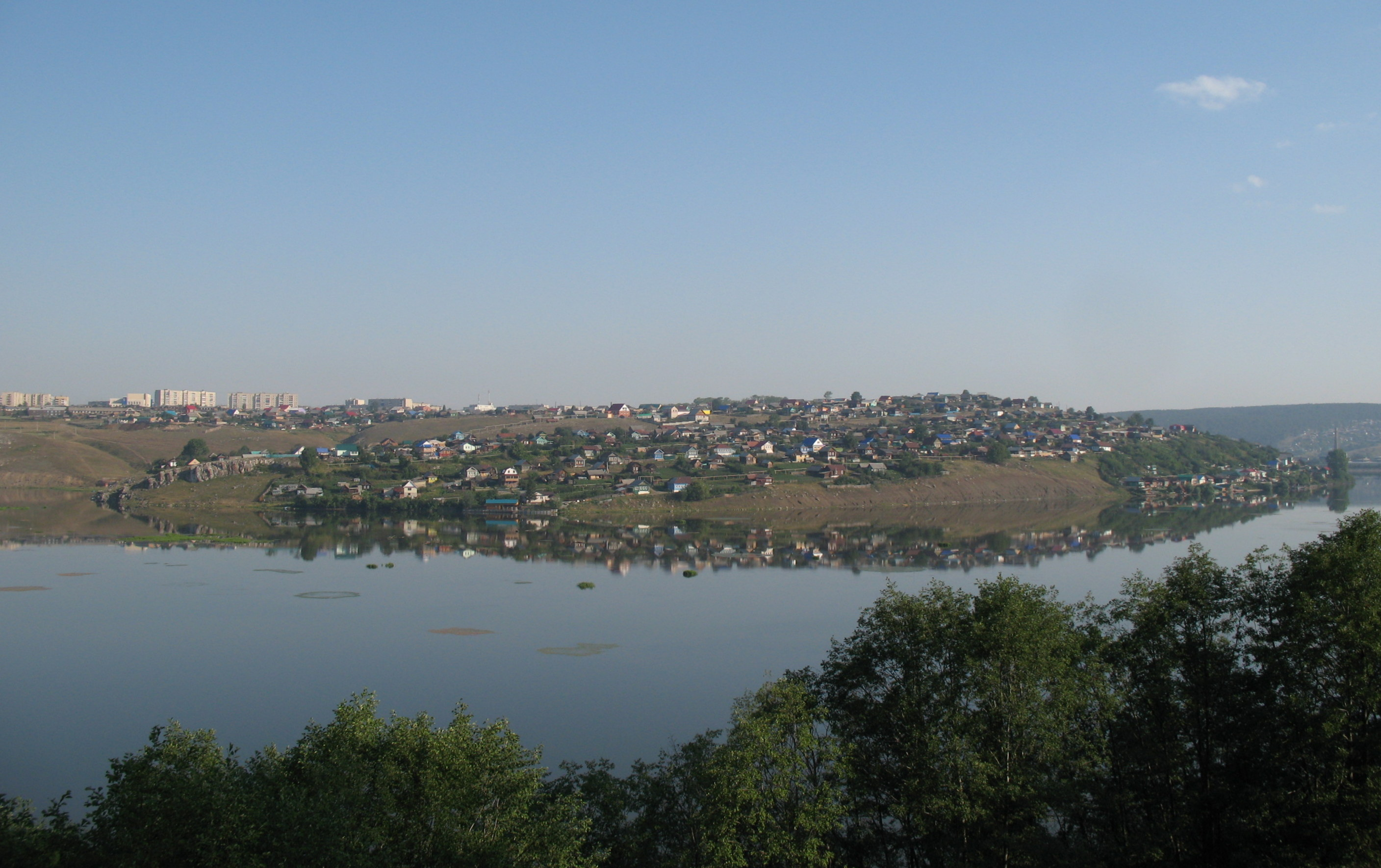
Вид на Усть-Катав з боку Катавського ставка

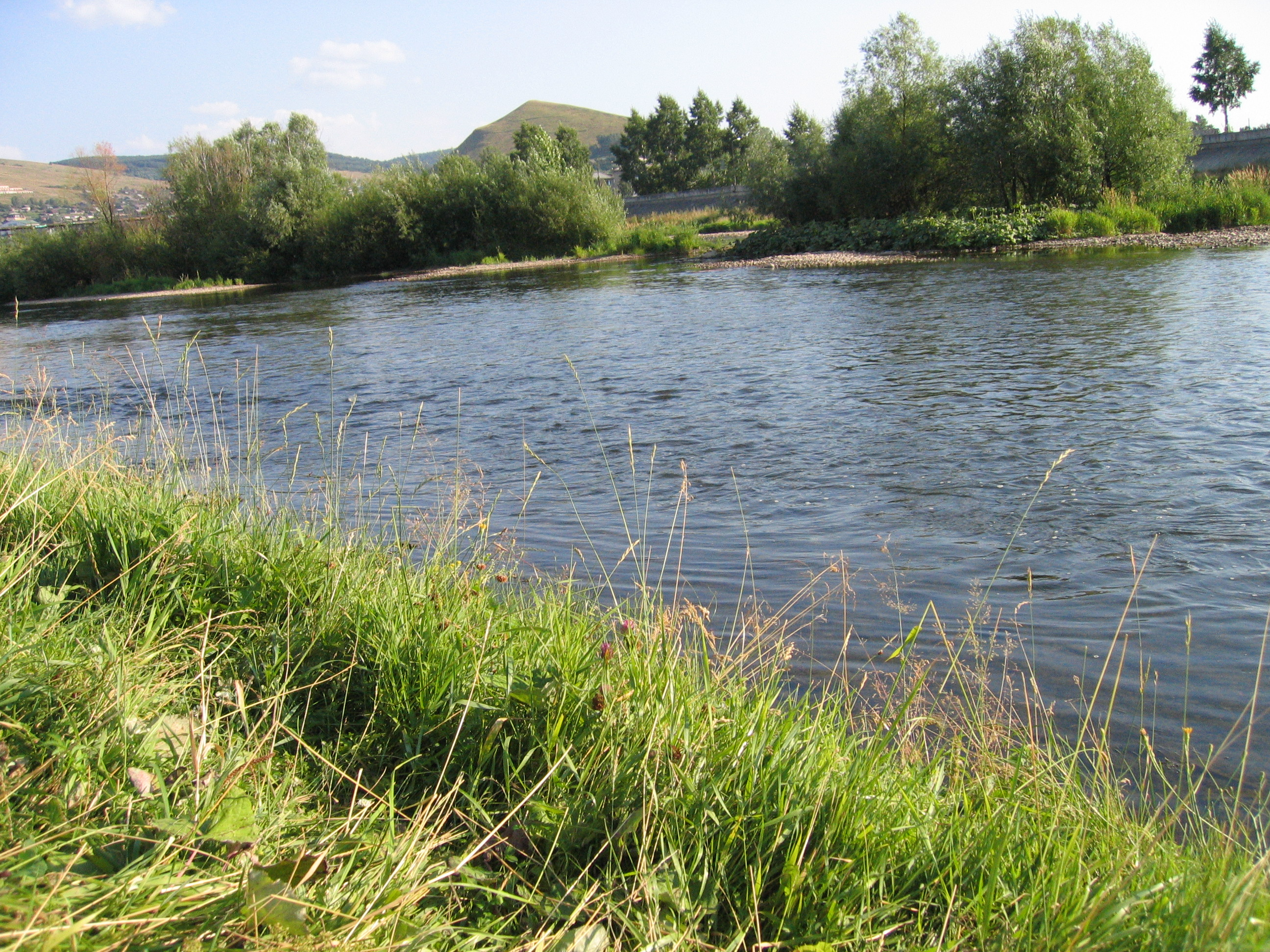
Річка Юрюзань, що протікає в історичній частині Усть-Катава

Усть-Катав — місто в Челябінській області Росії.
Місто розташоване на західному схилі гір Південного Уралу в місці впадання річки Катав в річку Юрюзань, за 260 км від Челябінська. Центр міста оточено пагорбами.
Через місто проходить Транссибірська магістраль (станція Усть-Катав), за 1 км на південь від міста — автомагістраль М5.

## Історія
Засноване в 1758 на той момент на території Оренбурзької Губернії як залізоробний завод та прилеглі до нього селища, біля впадіння в річку Юрюзань її лівої притоки Катав.
Навколо заводу виникло укріплене поселення, в якому жили кріпаки, куплені заводчиками в різних губерніях Центральної Росії. У 1773 в заводському селищі проживало близько 800 осіб.
Продукція заводу відправлялася в Центральну Росію по річках Волга-Камського басейну. Також частина продукції продавалася за кордон. Її охоче купували англійські купці. У 1862 році продукція демонструвалася на всесвітній Лондонській промисловій виставці.
З 1861 по початок 1920-х років селище Усть-Катавський завод було центром Усть-Катавської волості. У неї входило кілька навколишніх сіл. У 1870 в селищі були церква, училище, волосне правління, залізоробний завод, два маслоробних підприємства, три водяні млини, в селищі проживали 3353 особи (544 двори). У 1889—1890 роках поруч з Усть-Катавським селищем прокладено залізницю.
У 1939 в робітничому селищі при заводі проживало понад 13 000 осіб. Працював вагонобудівний завод. Також у селищі були дві середні школи, ремісниче училище, робітничий клуб і клуб інженерно-технічних працівників, бібліотеки, 15 продовольчих магазинів та кіосків.
У 1941—1945 пішли на війну близько 1500 мешканців селища. У заводське селище евакуювалися з прифронтових міст країни промислове обладнання та населення. Селище почало забудовуватися новим житлом, поступово розширюватися.
Указом Президії Верховної Ради РРФСР від 28 серпня 1942 селище Усть-Катавський завод було перетворено в місто районного підпорядкування. Місто спочатку називався «Усть-Катавський завод», а з 1943 року — «Усть-Катав». У 1943—1944 роках побудовано міст через річку Юрюзань — Брянський міст.

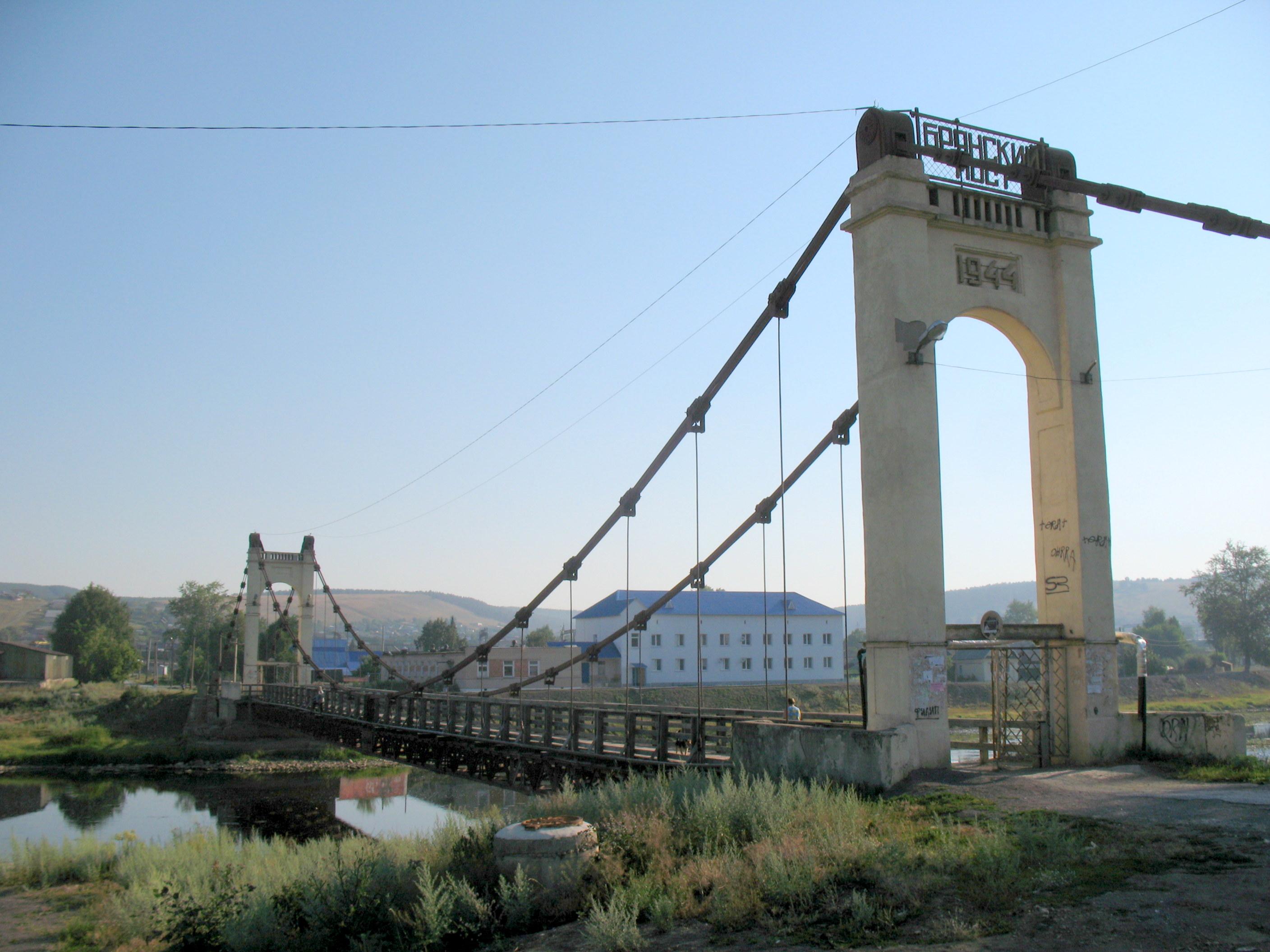
Брянський міст

Після війни містоутворююче підприємство Усть-Катавський вагонобудівний завод (УКВЗ) разом з оборонною продукцією випускає продукцію цивільного призначення — трамвайні вагони, дитячі велосипеди. У післявоєнні роки місто продовжує розбудовуватися. У листопаді 1952 відкрився Палац культури вагонобудівників, в 1950-х роках почалося будівництво багатоповерхових будинків в центральній частині, а з 1978 року в нагірній частині міста. У 1962 відкрився кінотеатр «Росія» (нині «Батьківщина»). У 1972 було здано в експлуатацію молокозавод. У 1973 заробив хлібозавод.
3 грудня 1979 Усть-Катав отримав статус міста обласного підпорядкування, до нього були приєднані робітниче селище В'язова, села Тюбеляс, Мінка, що раніше входили до складу Катав-Іванівського району.
У 1980 побудовано нову греблю. У 1984 в нову триповерхову будівлю в центрі міста переїхала Рада народних депутатів (нині будівля адміністрації міста). У 1987 поблизу селища Шубіно почала діяти станція Усть-Катав, на якій в 1994 відкрився залізничний та автобусний вокзал. 17 грудня 1992 в старому церковному будинку знову відкрилася церква Різдва Христового.

## Відомі люди
Знарок Олег Валерійович (н. 1963) — радянський та латвійський хокеїст. Майстер спорту міжнародного класу СРСР; Заслужений тренер Росії (2013).
Дмитро Андрійович Масленников (н. 1994) – російській відеоблогер. Входить в топ-12 найбагатших YouTube-блогерів в Росії.